# Rhinacanthus
Rhinacanthus es un género de plantas fanerógamas perteneciente a la familia Acanthaceae. El género tiene 37 especies de plantas herbáceas descritas y de estas, solo 3 aceptadas.

## Taxonomía
El género fue descrito por  Christian Gottfried Daniel Nees von Esenbeck y publicado en Plantae Asiaticae Rariores 3: 76, 108. 1832. La especie tipo es: Rhinacanthus communis Nees. = Rhinacanthus nasutus (L.) Kurz	

## Especies aceptadas
- Rhinacanthus gracilis Klotzsch
- Rhinacanthus nasutus (L.) Kurz
- Rhinacanthus virens (Nees) Milne-Redh.